# Linh dương Tây Tạng
Linh dương Tây Tạng hay chiru (danh pháp khoa học: Pantholops hodgsonii) (Tiếng Tạng chuẩn: གཙོད་; Wylie: gtsod, phát âm [tsǿ]; tiếng Trung: 藏羚羊; bính âm: Zàng língyáng, Hán-Việt: Tạng Linh dương) là một loài động vật cỡ vừa bản địa cao nguyên Tây Tạng. Tổng cộng chỉ còn lại ít hơn 75.000 cá thể trong tự nhiên.

## Phân loại
Linh dương Tây Tạng là loài duy nhất của chi Pantholops, tên trong tiếng Latin nghĩa là "tất cả linh dương". Trước đây nó được đặt trong phân họ Antilopinae nhưng bằng chứng hình thái học và phân tử dẫn đến nó được đặt trong phân họ riêng của mình, Pantholopinae, gần tương tự với dê cừu của phân họ Caprinae. Tuy nhiên, điều này vẫn còn bị tranh cãi, và vài tác gia xem linh dương Tây Tạng là loài thực sự của Caprinae.
Dù chi Pantholops hiện tại là chi đơn loài, một loài hóa thạc, P. hundesiensis, được biết đến từ Pleistocene của Tây Tạng. Nó hơi nhỏ hơn loài linh dương Tây Tạng còn sống, với hộp sọ hẹp hơn. Ngoài ra, hóa thạch chi Qurliqnoria, từ Miocene ở Trung Quốc, được cho là một thành viên ban đầu của Pantholopinae,, tách ra từ linh dương cừu khoảng thời gian này.

## Mô tả
Linh dương Tây Tạng là một loài linh dương cỡ vừa, với chiều cao vai khoảng 83 cm (33 in) ở con đực, và 74 cm (29 inch) ở con cái. Con đực thường lớn hơn con cái, nặng khoảng 39 kg (86 lb), so với trọng lượng con cái 26 kg (57 lb), và cũng có thể dễ dàng phân biệt bởi sự hiện diện của sừng và sọc đen trên chân, cả hai con cái đều không có. Bộ lông có màu nâu vàng nhạt đến nâu đỏ, với bụng màu trắng, và đặc biệt dày và nhiều lông mịn. Khuôn mặt gần như là màu đen, với nổi bật với mũi phồng lên có màu nhạt hơn ở con đực. Nói chung, màu của con đực trở nên dữ dội hơn trong mùa động đực hàng năm, với bộ lông trở nên nhiều nhạt màu hơn, gần như trắng, tương phản với các mô hình tối trên mặt và chân.
Những con đực có sừng dài, cong lại thường dài 54 to 60 cm (21 to 24 in). Những chiếc sừng mảnh mai, với các đường gợn hình khuyên trên phần thấp hơn và mũi sừng nhọn mịn. Mặc dù những chiếc sừng tương đối đồng đều về chiều dài, có một số sự thay đổi trong hình dạng chính xác của họ, vì vậy khoảng cách giữa những các mũi sừng có thể khá biến động, dao động từ 19 đến 46 cm (7,5 đến 18). Không giống như các caprine, sừng không phát triển trong suốt cuộc đời. Đôi tai ngắn và nhọn, và đuôi cũng là tương đối ngắn, chiều dài khoảng 13 cm (5,1 in).
Lông linh dương Tây Tạng khác biệt, và bao gồm lông bảo vệ dài và lông tơ mịn dưới có sợi ngắn hơn. Các sợi lông bảo vệ cá nhân ngày dày hơn so với linh dương khác, với những bức tường bất thường mỏng, và có một mô hình độc đáo của vảy biểu bì, được cho là giống với hình dạng của một vòng benzen.

## Phân phối và môi trường sống
Là loài đặc hữu của cao nguyên Tây Tạng, linh dương Tây Tạng sống ở môi trường thảo nguyên núi cao và lạnh mở giữa ở độ cao 3.250-5.500 m. Chúng thích địa hình bằng phẳng, địa hình mở, với thảm thực vật thưa thớt. Chúng được tìm thấy gần như hoàn toàn ở Trung Quốc, nơi mà họ đang sống Tây Tạng, miền nam Tân Cương và Tây Thanh Hải, một số ít cũng được tìm thấy qua biên giới tại Ladakh, Ấn Độ. Ngày nay, đa số được tìm thấy trong khu bảo tồn thiên nhiên Chang Tang ở miền bắc Tây Tạng. Các mẫu vật đầu tiên được mô tả vào năm 1826, từ Nepal, loài đã rõ ràng kể từ khi bị tuyệt diệt từ khu vực này. Không có phân loài được công nhận.

## Hành vi
Linh dương Tây Tạng ăn hoa, cỏ, và cây lách, thường đào bới trong tuyết để có thức ăn vào mùa đông. Kẻ thù tự nhiên của chúng bao gồm chó sói, mèo rừng, báo hoa mai tuyết, và cáo đỏ bắt linh dương con.
Tây Tạng linh dương là thích giao du, đôi khi tụ tập trong các đàn hàng trăm khi chúng di chuyển giữa đồng cỏ mùa hè và mùa đông, mặc dù chúng thường thấy trong các nhóm nhỏ hơn nhiều, với không quá 20 cá thể. Những con cái di chuyển lên đến 300 km (190 dặm) hàng năm để đến nơi sinh vào mùa hè, nơi chúng thường sinh một con non, và nhập bọn lại với những con đực tại các khu vực trú đông vào cuối mùa thu.

## Sinh sản
Mùa động đực từ tháng 11 đến tháng 12. Một con đực cai quản và giao phối với đến 12 con cái, mặc dù số lượng 1-4 cho mỗi con đực là phổ biến hơn, và đuổi những con đực khác chủ yếu bằng cách biểu diễn, với đầu xuống đất, hơn là dương sừng lên trực tiếp đấu. Việc tán tỉnh và giao phối nhanh gọn, mà không có hầu hết các hành vi thường thấy ở các loài linh dương khác, mặc dù các con đực thường lướt qua đùi của con cái với một cú đá chân phía trước của chúng.
Linh dương mẹ sinh một con duy nhất giữa tháng Sáu và tháng Bảy, sau một thời gian mang thai khoảng 6 tháng. Linh dương con có thể đứng lên trong vòng 15 phút sinh. Chúng phát triển đầy đủ trong vòng 15 tháng, và đạt thành thục sinh dục trong năm thứ hai hoặc thứ ba của chúng. Mặc dù linh dương cái có thể vẫn còn với mẹ của chúng cho đến khi chính nó sinh sản, con đực rời mẹ trong vòng 12 tháng, do đó thời gian sừng của chúng bắt đầu phát triển. Con đực xác định tình trạng theo chiều dài sừng tương đối của họ, với chiều dài tối đa đạt được khoảng ba năm rưỡi tuổi.
Mặc dù tuổi thọ của linh dương Tây Tạng không được biết một cách chắc chắn, vì quá ít đã được nuôi nhốt,, tuổi thọ có thể là khoảng 10 năm.

## Bảo tồn

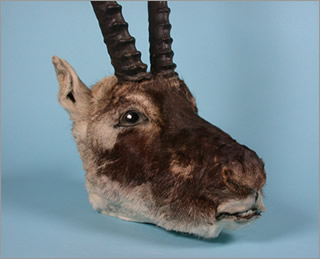
Loài linh dương này bị giết lấy lông làm len đắt tiền shahtoosh, đe dọa sự sống sót của nól.

Linh dương Tây Tạng được liệt kê như là đang bị đe dọa bởi các Liên minh Bảo tồn Thế giới và Cục Cá và Động vật hoang dã Hoa Kỳ do săn trộm lấy len thương mại do chúng cạnh tranh với loài thú nuôi lấy lông địa phương. Loại len chiru, được gọi là shahtoosh, ấm áp, mềm mại, mịn. Mặc dù len có thể thu được mà không giết chết con vật, những kẻ săn trộm đơn giản giết chết chiru trước khi lấy len, số lượng của chúng đã giảm cho từ gần một triệu cá thể (ước tính) lần lượt của thế kỷ 20 đến ít hơn 75.000 cá thể hiện nay. Các con số này tiếp tục giảm hàng năm. Cuộc đấu tranh để chặn việc săn bắt linh dương bất hợp pháp đã được mô tả trong bộ phim năm 2004, Kekexili: Mountain Patrol.
Trong tháng 7 năm 2006, chính phủ Trung Quốc khánh thành tuyến đường sắt mới chia đôi nơi ăn của loài linh dương này trên đường tới Lhasa, Tây Tạng. Trong một nỗ lực để tránh tổn hại cho động vật, 33 đường cầu vượt đặc biệt di chuyển động vật đã được xây dựng bên dưới đường sắt. Tuy nhiên, tuyến đường sắt sẽ mang nhiều người hơn đến đây, bao gồm cả những kẻ săn trộm tiềm năng, gần gũi hơn với khu vực sinh sản và môi trường sống của chiru.